# 泰出
泰出（?—?），又作塔出、塔朮，蒙古帝国斡勒忽讷氏，弘吉剌部人，蒙古帝国驸马。

## 生平
成吉思汗母亲訶額侖弟弟斡剌儿的儿子（一作訶額侖弟），娶成吉思汗的幼女阿勒塔伦（按塔伦），被称为古列坚（驸马）。于是世称塔出驸马。成吉思汗赐他照儿薛禅的称号，任右翼千户长。他和公主生的儿子朮真伯。

## 子
朮真伯，又作扎兀儿薛禅、扎洼儿薛禅，朮真伯先后娶元宪宗蒙哥之女失邻公主和必赤合公主，朮真伯之子別合剌駙馬，別合剌之子塔八駙馬。